# Hans Rudolf Siemoneit
Hans Rudolf Siemoneit (* 17. Mai 1927, in Wesel; † 26. Oktober 2009, in Brake  (Unterweser)) war Kantor in Langenfeld, ab 1956 Landesjugendsingwart der Evangelischen Landeskirche in Baden, Redakteur und Musikdozent. Zuletzt Kantor, Landessingwart und Kirchenmusikdirektor in Bünde/Westfalen, wo er auch bis kurz vor seinem Tode lebte. Er vertonte zahlreiche Neue geistliche Lieder.

## Werke
- Wir bitten, Herr, um deinen Geist
- Die ganze Welt hast du uns überlassen (EG 360, Zweite Melodie)
- Ein Sohn geborn zu Bethlehem
- Alles, was Odem hat, lobe den Herrn – Kanon für 4 Stimmen (EG 621 im Regionalteil Baden, Elsass-Lothringen, Pfalz bzw. EG 641 – Regionalteil Rheinland, Westfalen, Lippe, Reformierte Kirche)